# Life of a Ghost
Life of a Ghost é um álbum lançado pela banda Blue Foundation em 2007. A canção Eyes on Fire, destacou-se na trilha sonora do filme Twilight.

## Faixas
1. Stuck in a Hard Place - 5:12
2. Enemy - 3:31
3. Eyes On Fire - 5:01
4. Distant Dreams - 4:39
5. Little by Little - 3:38
6. Stained - 3:32
7. Ghost - 4:15
8. Talk to Me - 3:41
9. Empty Wall - 3:16
10. Watch You Sleeping - 6:34
11. Hero Across the Sky - 5:15
12. Equilibrium - 3:41